# مجمع الإنماء
مجمع الإنماء مجمع تجاري للتسوق متعدد الطوابق يقع في مدينة الرفاع الشرقي بمملكة البحرين.
افتتح مجمع الإنماء للجمهور في 15 أغسطس 2012. يضم المجمع مواقف سيارات وتبلغ مساحته 55 ألف متر مربع. افتتحت سلسلة متاجر التجزئة الشعبية جيان هايبر ماركت فرعها الثاني في البلاد.